# 유준 (노문왕)
노문왕 유준(魯文王 劉睃, ? ~ 기원전 6년? 5년?) 혹 유석(劉晳)은 중국 전한의 황족 · 제후왕으로, 노왕이다. 노경왕의 아들이다.

## 생애
아버지가 노경왕 28년(기원전 24년)에 죽어 노왕 자리를 계승했고, 노문왕 18년(기원전 6년) 혹 19년(기원전 5년)에 죽었다. 아들이 없어 봉국이 폐지됐다가, 애제가 아우 유민을 노왕으로 삼아 이어나갔다.